# 나이지리아의 국기

나이지리아의 국기 비율 1:2

나이지리아의 국기는 1960년 10월 1일, 공모를 거쳐서 독립과 함께 제정되었다. 초록색은 풍부한 삼림과 천연자원을 나타내며, 하얀색은 평화와 화합을 나타낸다.

## 명세서

### 색상 사양
| 색상 | 녹색        | 녹색        | 하양 | 하양           |
| ---- | ----------- | ----------- | ---- | -------------- |
| RAL  |             | 없음        |      | 9003 신호 흰색 |
| RGB  | 0–135–81    | 255–255–255 |      |                |
| CMYK | 100.0.39.47 | 0.0.0.0     |      |                |
| 헥사 | #008753     | #FFFFFF     |      |                |
| 소수 | 0,0,0       | 255,255,255 |      |                |

## 여러 가지 기

정부기
상선기
정부 선적기
군사기
해군기 (1998년-현재)
해군기 (1960년-1998년)
공군기
대통령기
대통령기 (1963년)
대통령기 (통수권자로서)

## 과거의 기

카넴-보르누 제국의 국기 (기원전 600년-기원후 1899년)
베닌 제국의 국기 (1180년-1897년)
로얄 나이저 회사의 기 (1887년-1888년)
로얄 나이저 회사의 기 (1888년-1889년)
영국령 서아프리카의 기
라고스 식민지의 기 (1886년-1906년)
오일 리버스 보호령의 기
나이저 코스트 보호령의 기
북부 나이지리아 보호령의 기 (1900년-1914년)
남부 나이지리아 보호령의 기 (1900년-1914년)
영국령 나이지리아의 기 (1914년-1952년)
영국령 나이지리아의 기 (1952년-1960년)